# Patrice de Bellefon
Pour les articles homonymes, voir Bellefon.
Pas d'image ? Cliquez ici
Patrice de Bellefon, né à Toulouse le 28 août 1938, est un guide de haute montagne et pyrénéiste français.

## Biographie
Il découvre la montagne très jeune dans les Pyrénées ariégeoises. Il effectue sa première ascension de difficulté à l'âge de dix-sept ans. En 1961, il devient guide de haute montagne. Il réalise de nombreuses premières et des grandes ascensions hivernales, dans les Pyrénées mais aussi sur d'autres continents que l'Europe.
Très sensible à l'impact humain du tourisme d'altitude, il s'efforce par des prises de position, parfois vigoureuses et souvent contestées, de défendre le milieu montagnard, à la fois pour en préserver la qualité de vie mais aussi le développement économique. Il est à l'origine du classement du Bien Pyrénées-Mont Perdu sur la liste du Patrimoine mondial de l'UNESCO, double inscription au titre de « paysage culturel » et de « paysage naturel ». Pour établir le dossier, fut créée l'association « Mont-Perdu-patrimoine mondial » qui soutient les décisions réitérées du Comité et du Centre du Patrimoine mondial demandant depuis des années que le festival de Gavarnie soit déplacé de quelques centaines de mètres pour n'être plus dans le périmètre du Bien inscrit.
Il a créé en 1980 ses propres entreprises de vêtements et de parapentes (Gypaaile) pour assurer une production locale.
Il est aussi l'auteur de nombreux ouvrages sur la montagne issus de son expérience.

## Principales ascensions
- Les 5 et 6 octobre 1957, il réussit la première de la face est de la grande aiguille d'Ansabère, avec Raymond Despiau, Claude Dufourmantelle et Jean Ravier.
- En 1960, avec Sylvain Sarthou, il ouvre une voie directe du pied du Tozal del Mallo jusqu’à la vire centrale, la « place de Catalogne », rejoignant la voie directe ouverte vers le sommet trois mois auparavant par une cordée espagnole, donnant lieu à la voie Franco-espagnole.
- Les 22 et 23 août 1967, avec Raymond Despiau, il réalise le premier parcours intégral du spigolo de la petite aiguille d’Ansabère.

## Œuvres
- Les Pyrénées - Les 100 plus belles courses et randonnées, Coll. « Les 100 plus belles courses », éditions Denoël, Paris, 1977 ; cinquième édition 2009
- Connaissance et technique de l'alpinisme, Paris, Denoël, 1977
- Itinérance pyrénéenne, Paris, Denoël / Pau, Marrimpouey, 1980
- Les Pyrénées, Arthaud, 1985
- Destin d'espace, Paysages en Pyrénées, Toulouse, Milan, 1998
- Mascún (photographies de François Noirot), Rando Éditions, 1998
- Tres Serols Mont-Perdu, mémoires d'avenir, Association MPPM édition, 2000.